# День независимости Эстонии
День независимости Эстонской Республики (эст. Eesti Vabariigi aastapäev) — национальный праздник в Эстонии, отмечаемый ежегодно 24 февраля в честь провозглашения в 1918 году в Таллине Декларации независимости Эстонии.

## История
21 февраля 1918 года Комитет спасения Эстонии утвердил «Манифест всем народам Эстонии» и собирался распечатать и анонсировать его в тот же день, однако не смог этого сделать из-за того, что все издательства в Ревеле контролировались Красной армией. 23 февраля манифест был массово распечатан и распространён в Пярну и публично зачитан эстонским адвокатом Хуго Кууснером у театра «Эндла», а 24 февраля члены Комитета спасения распространили манифест в ограниченном тираже в Ревеле (ныне Таллин) и объявили о создании Временного правительства Эстонии.
Несмотря на то, что провозглашение манифеста в Пярну 23 февраля было более массовым и известным в то время, Временное правительство в конечном счёте утвердило в 1919 году дату провозглашения манифеста в Таллине (24 февраля) как «день провозглашения республики». В 1937 году Кууснер подал ходатайство премьер-министру Эстонии Константину Пятсу о переносе празднования Дня провозглашения республики с 24 февраля на 21 февраля. Он утверждал, что именно 21 февраля было указано как дата публикации на распространённых копиях «Манифеста» и, следовательно, должно считаться датой провозглашения независимой Эстонии. Его ходатайство было отклонено главой Национального архива Готтлибом Нейем. Тот заявил, что день независимости должен отмечаться в дату, когда независимость была провозглашена в столице (т. е. в Ревеле, а не Пярну), а власть была официально передана новым правительственным органам (в данном случае — Временному правительству), приводя в пример Латвию и Финляндию. 

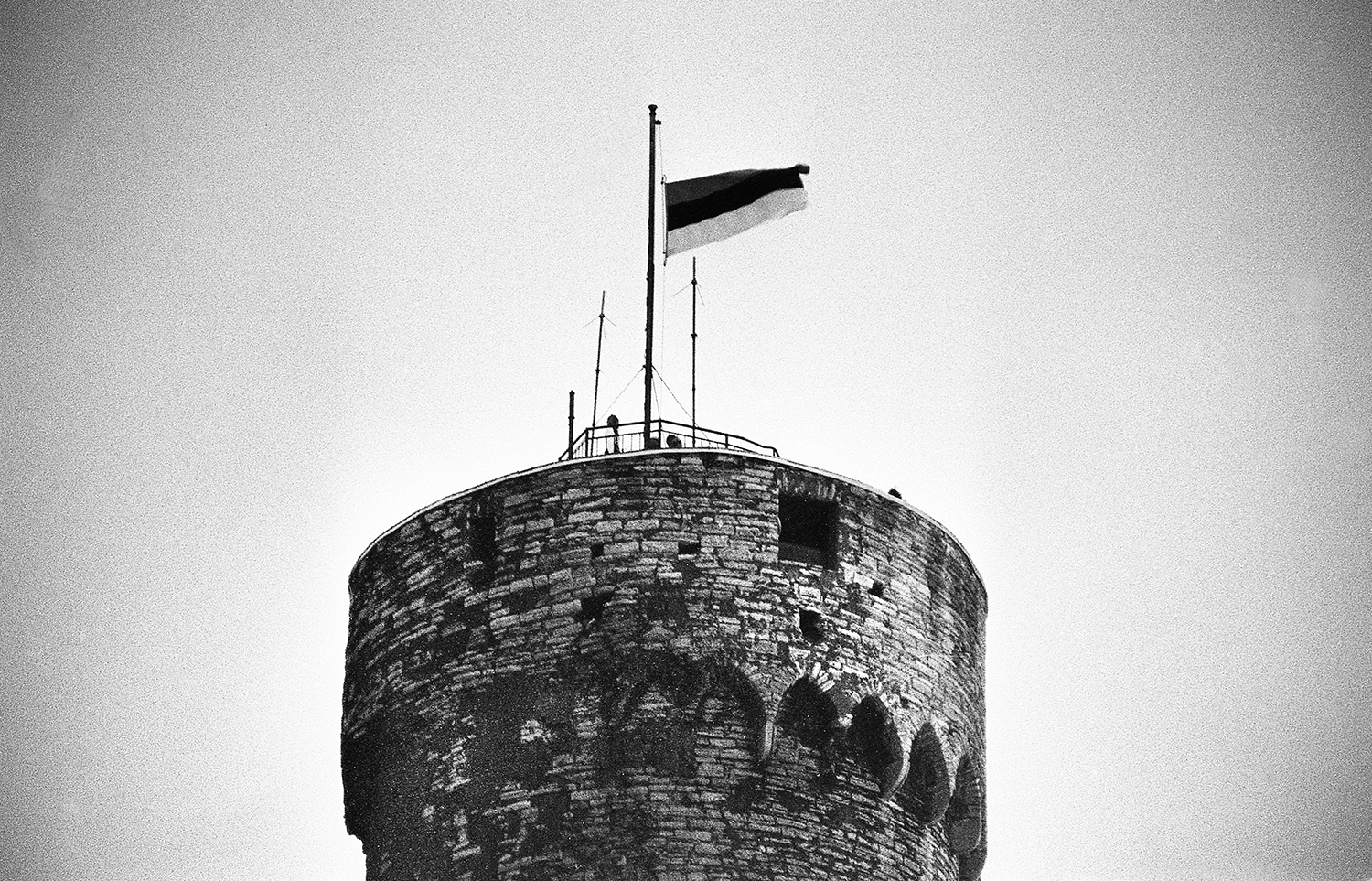
Поднятие сине-чёрно-белого флага на Тоомпеа 24 февраля 1989 года

После присоединения Эстонии к СССР в 1940 году эстонская государственная символика была запрещена, а празднование Дня независимости страны было прекращено. Первое празднование дня независимости в советской Эстонии состоялось лишь 49 лет спустя и было организовано Верховным Советом Эстонской ССР, выпустившим соответствующее указание 19 февраля 1989 года. В тот год, вечером 23 февраля охранником замка Тоомпеа Хейни Валдьманном с башни «Длинный Герман» был спущен флаг Эстонской ССР под гимн республики, а утром 24 февраля четыре таллинских школьника при помощи Вальдманна подняли на башне сине-чёрно-белый триколор. Во время церемонии 24 февраля в первый раз за 49 лет была публично исполнена композиция «Mu isamaa, mu õnn ja rõõm» (рус. «Отчизна, моё счастье и радость») Фредрика Пациуса — гимн Эстонской Республики в 1920—1940 годах. На церемонии присутствовали иностранные журналисты и политические деятели, в том числе глава Народного Фронта Эдгар Сависаар, председатель Совета министров ЭССР Индрек Тооме и первый секретарь ЦК КПЭ Вайно Вяльяс.

## Празднование
Празднование Дня независимости начинается рано утром с поднятия государственного флага Эстонии над башней «Длинный Герман» замка Тоомпеа, где располагаются правительство Эстонии и Рийгикогу. Церемония была учреждена в 1989 году по указанию председателя Верховного Совета ЭССР Арнольда Рюйтеля. Во время поднятия флага председатель Рийгикогу зачитывает торжественную речь, затем архиепископ Эстонской евангелическо-лютеранской церкви даёт благословение. Поднятие флага проводится и в других городах Эстонии, в частности, в Нарве (над замком Германа), Раквере, Йыхви, Рапла, Пярну и т. д. В Тарту среди горожан популярна церемония поднятия флага над Тартуской обсерваторией. За поднятием флага, как правило следуют возложения венков к монументам Эстонской освободительной войне (в Таллине и других городах) и памятные службы.

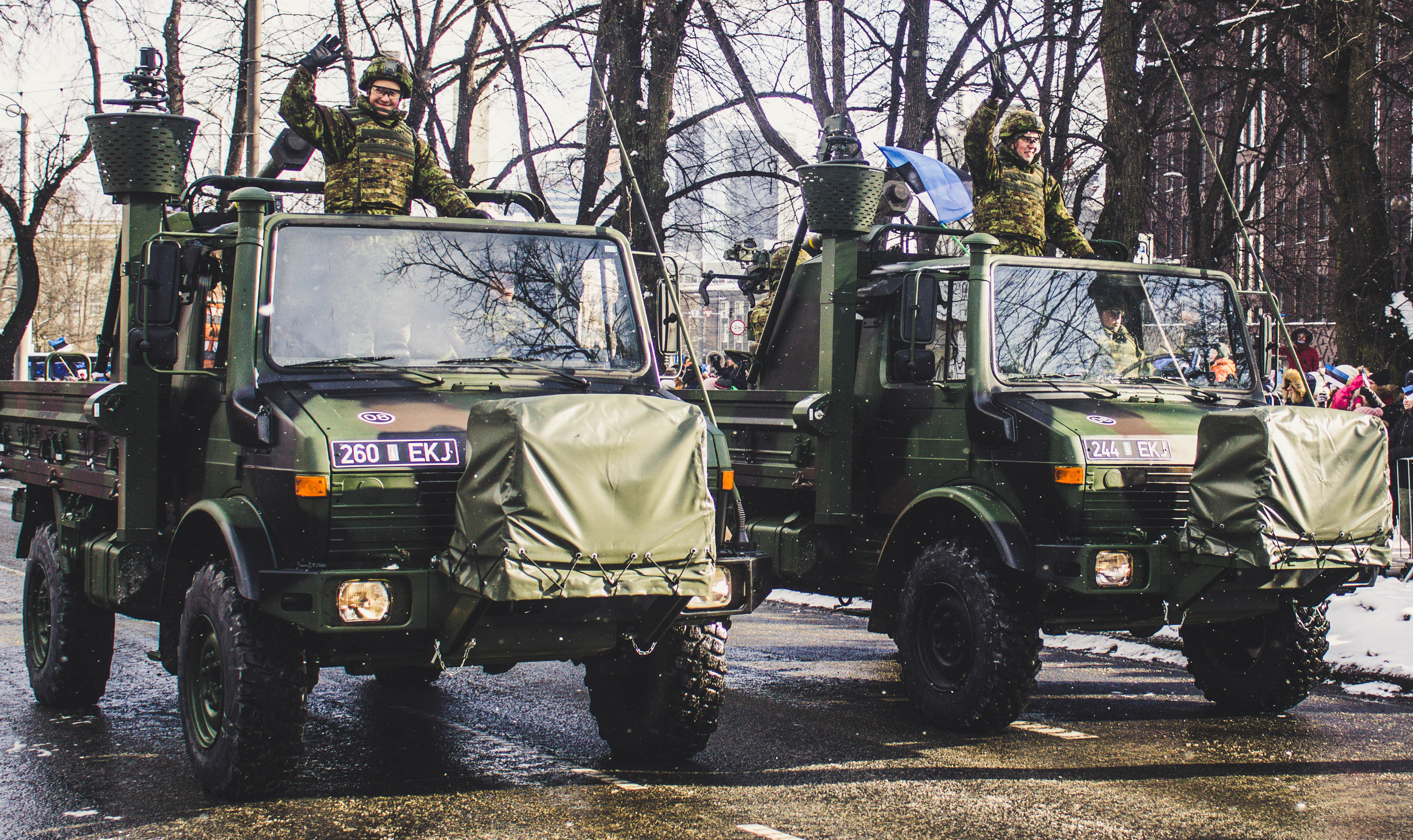
«Mercedes-Benz Unimog» на военном параде в честь Дня независимости в 2018 году

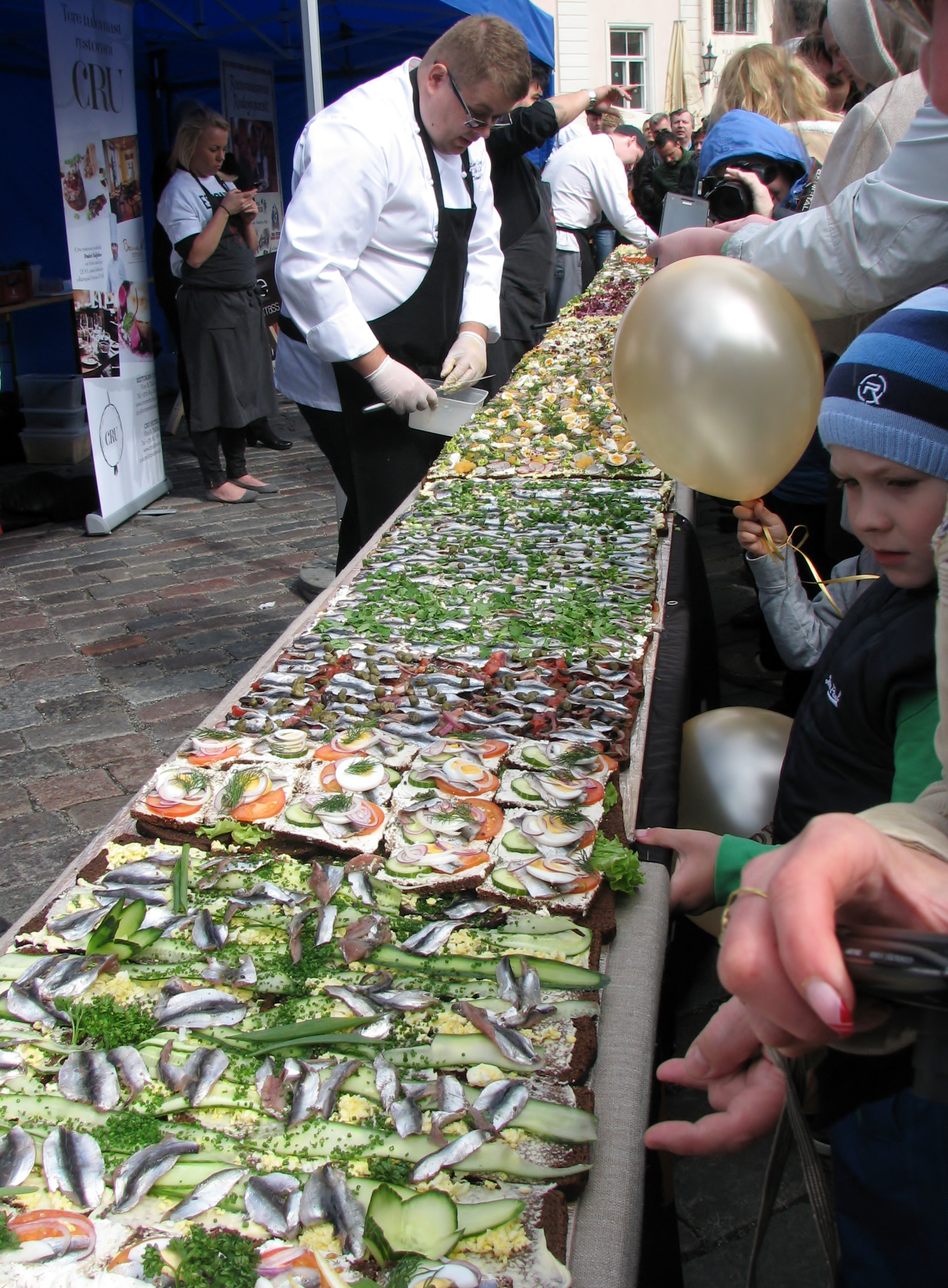
Бутерброды с килькой (килувыйлейб)

После утренних церемоний на площади Вабадузе в Таллине начинается подготовка к военному параду, организованному вооружёнными силами Эстонии. Будучи традицией ещё во времена Первой Эстонской республики, парад был снова проведён в независимой Эстонии в 1993 году и с тех пор проводится ежегодно, причём не всегда в Таллине (так, в 2014 году он был проведён в Пярну, а годом позднее — в Нарве). В параде, проходящем по центральным улицам города, участвуют подразделения и военная техника сухопутных войск Эстонии, ВВС Эстонии, военного оркестра, «Кайтселийта» и военной полиции Эстонии, а также военнослужащие и техника НАТО и стран ЕС, базирующиеся в Эстонии. Парад принимают президент Эстонии и главнокомандующий ВС Эстонии; после парада участвовавшая военная техника выставляется напоказ на площади Вабадузе и бульваре Каарли для всех посетителей парада. Вечером президент Эстонии обращается к нации по телевидению и организует торжественный приём с гала-концертом для званых гостей, включая мэра Таллина, членов Рийгикогу, министров и видных спортсменов и культурных деятелей страны, в национальном театре «Эстония».
Празднование дня независимости также ассоциируется с употреблением килувыйлейба (эст. kiluvõileib) — бутерброда из ржаного хлеба с солёной килькой и варёным яйцом, первоначально появившегося в Ревеле в XVIII веке и популяризованного эстонским купцом Вольдемаром Сёренсеном в конце XIX века. На праздничном столе также часто бывают вастлакукли – масляные булочки, которые традиционно подают на эстонский праздник «Вастлапяэв».

## Галерея

Празднование Дня независимости Эстонии в разные годы
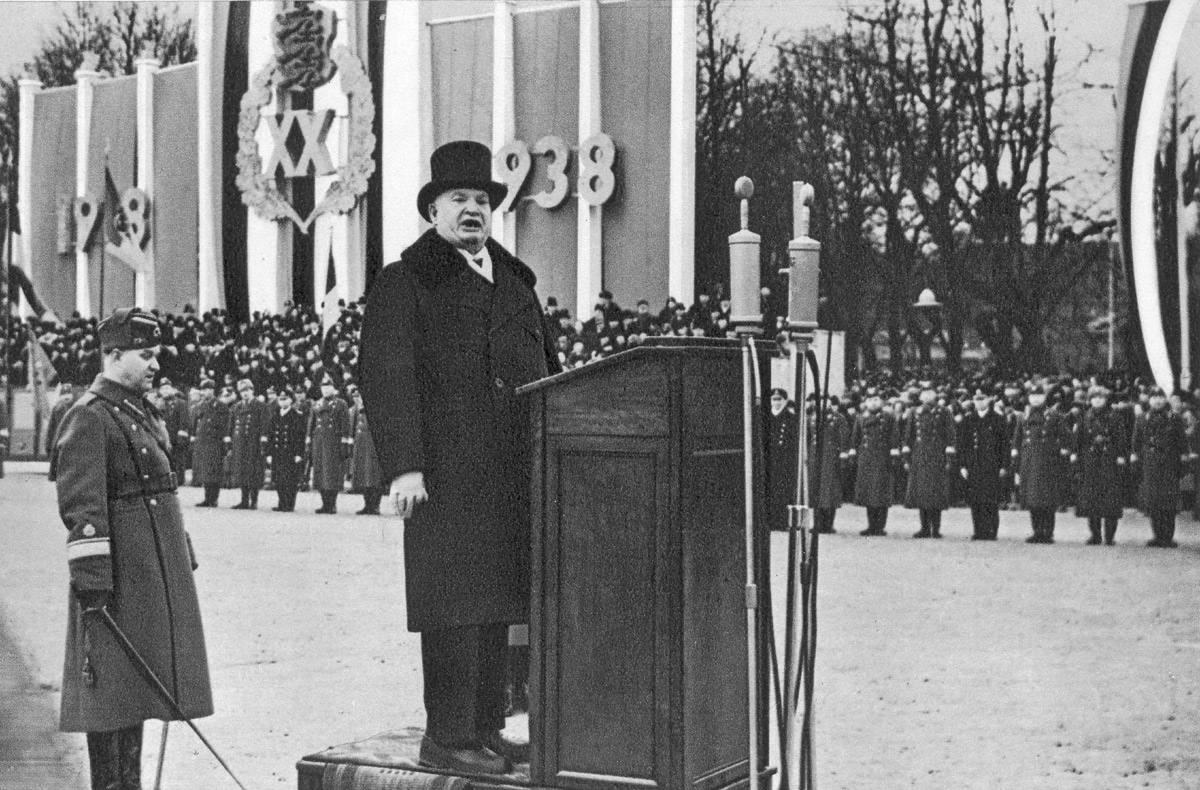
Президент Константин Пятс выступает в Таллине с речью в честь Дня независимости Эстонии, 1938 год
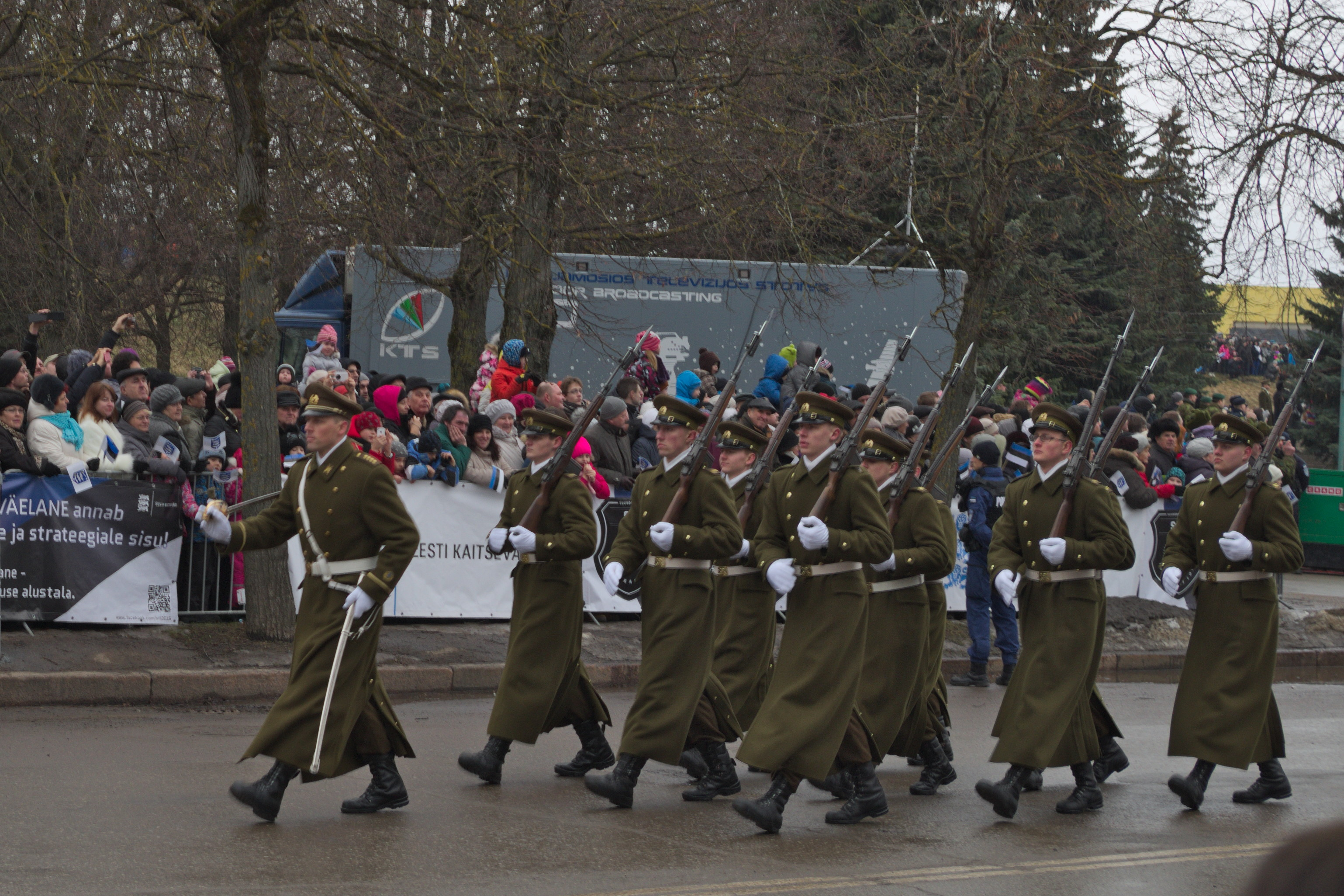
Гвардейский батальон[эст.] ВС Эстонии на параде в Нарве, 2015 год
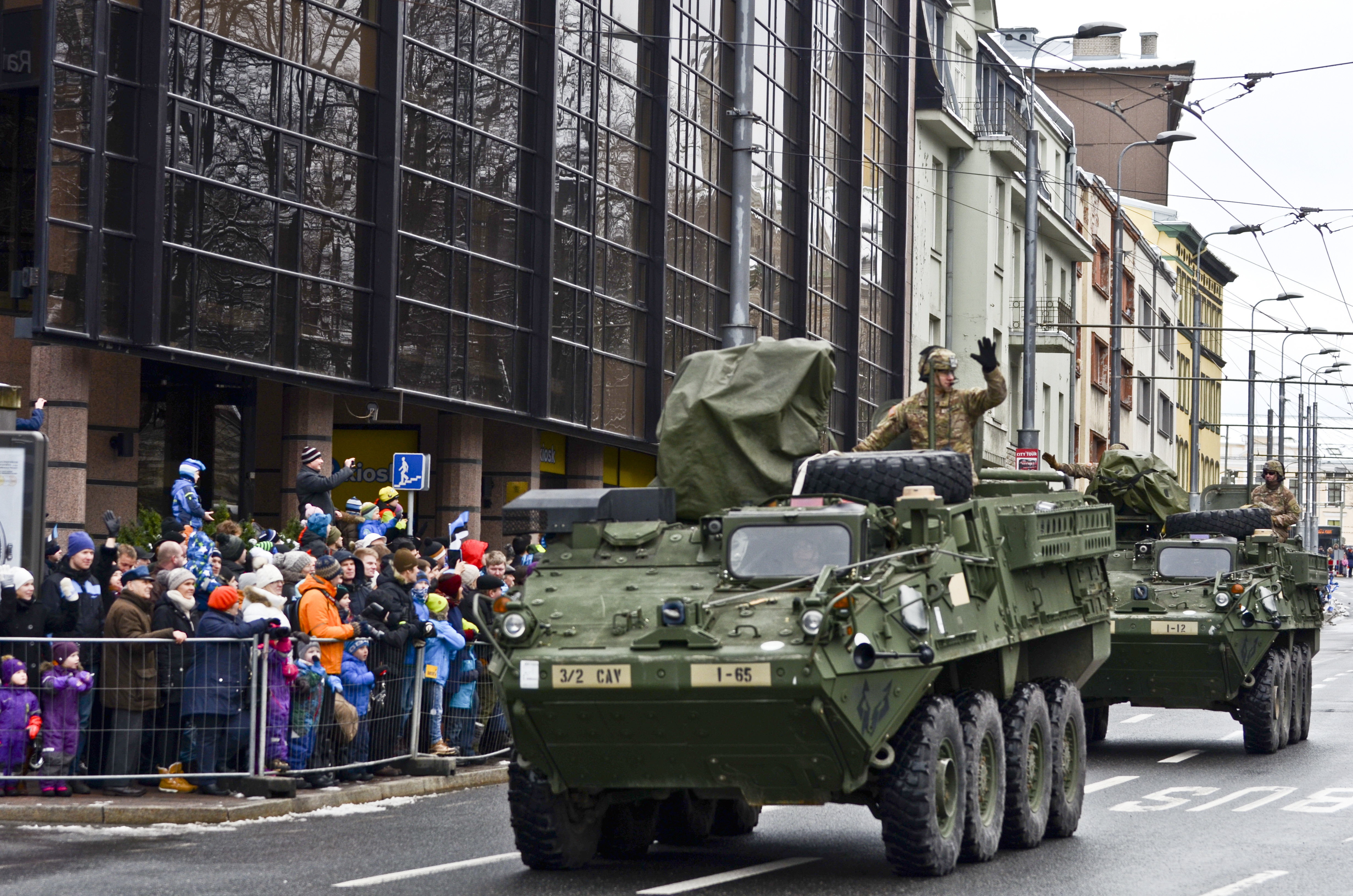
Американская бронетехника на параде в Таллине, 2016 год
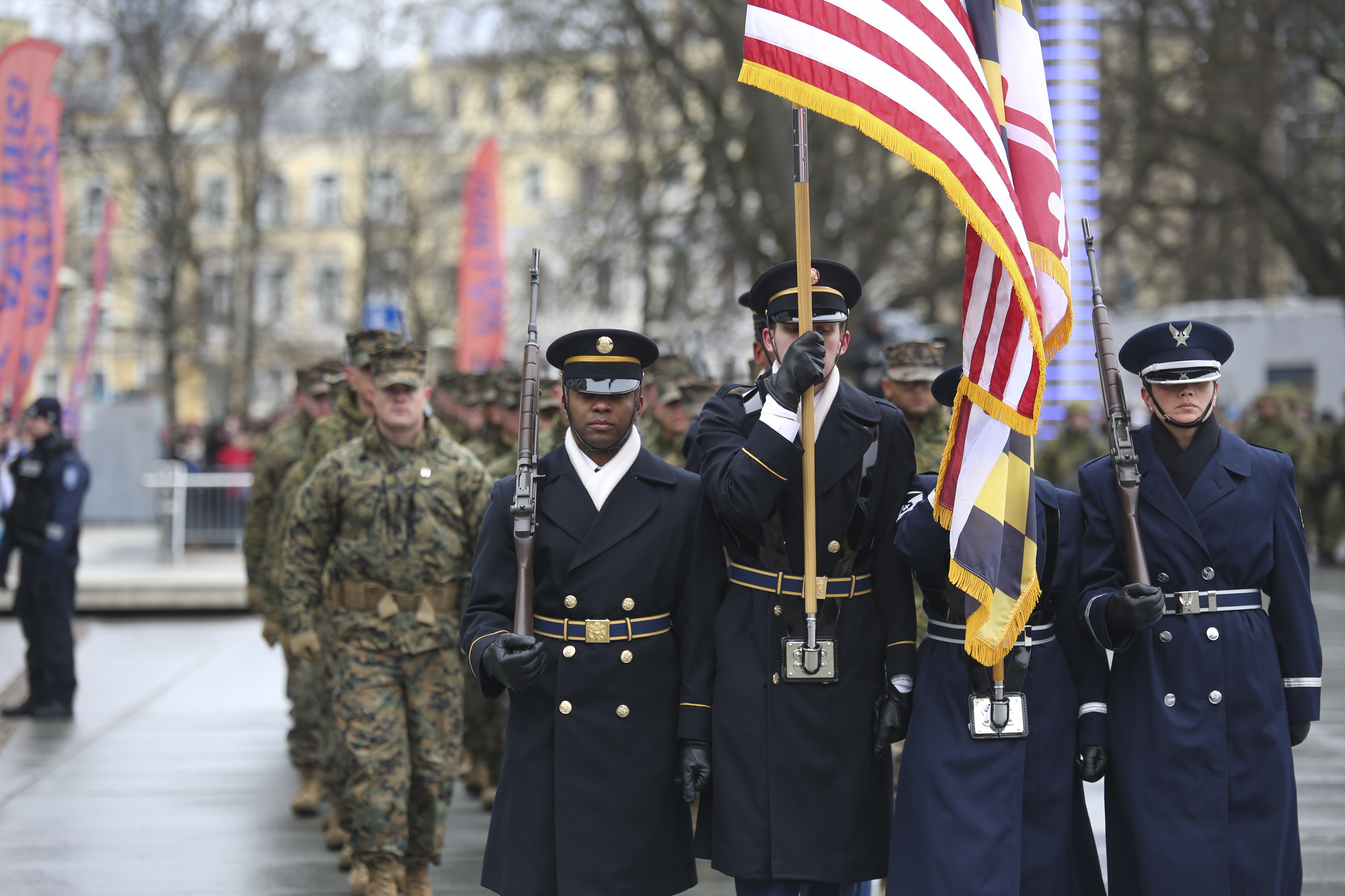
Морские пехотинцы США маршируют за бойцами почётного караула Национальной гвардии Мэриленда. Таллин, 2019 год
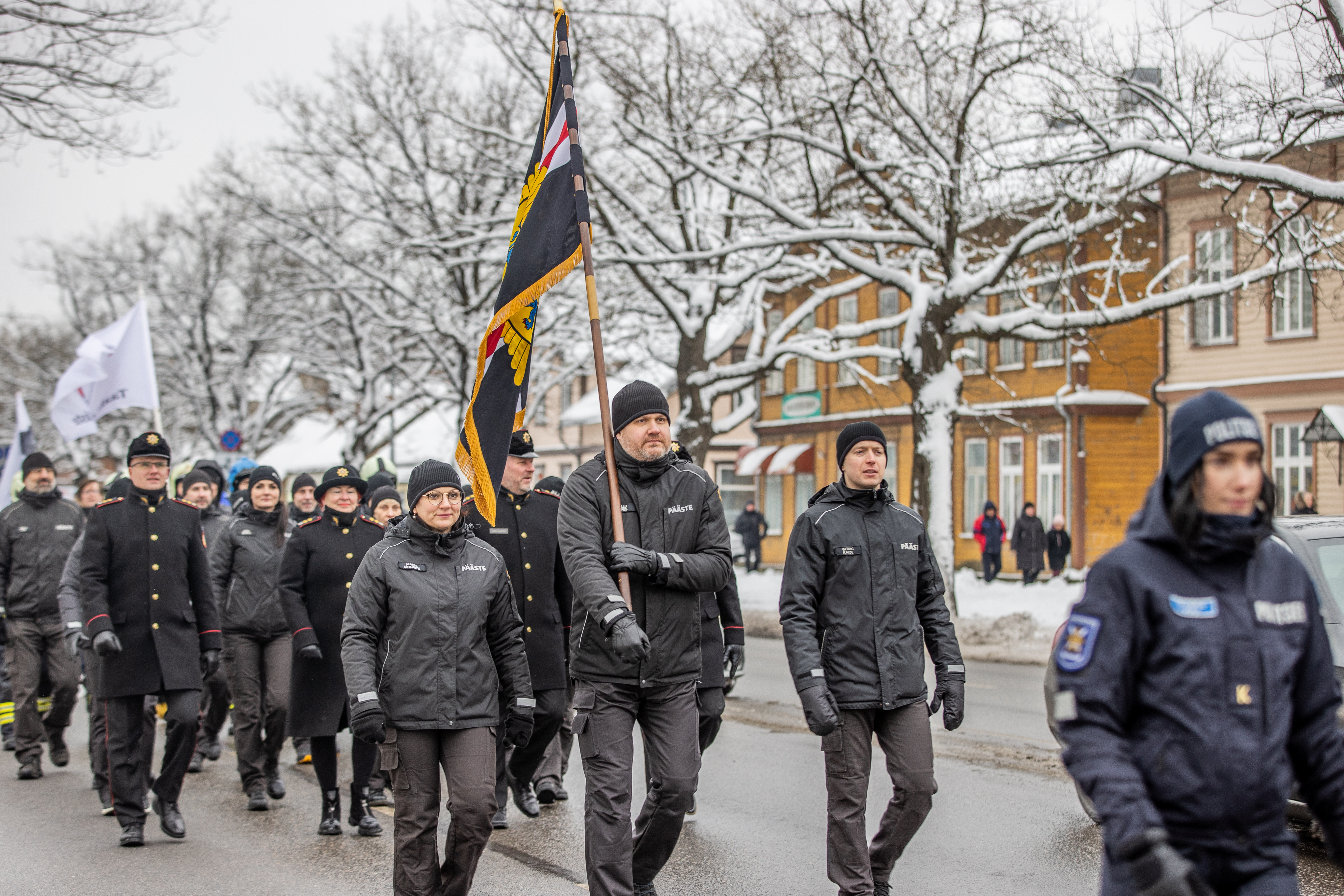
Праздничное шествие в Пярну, 2023 год
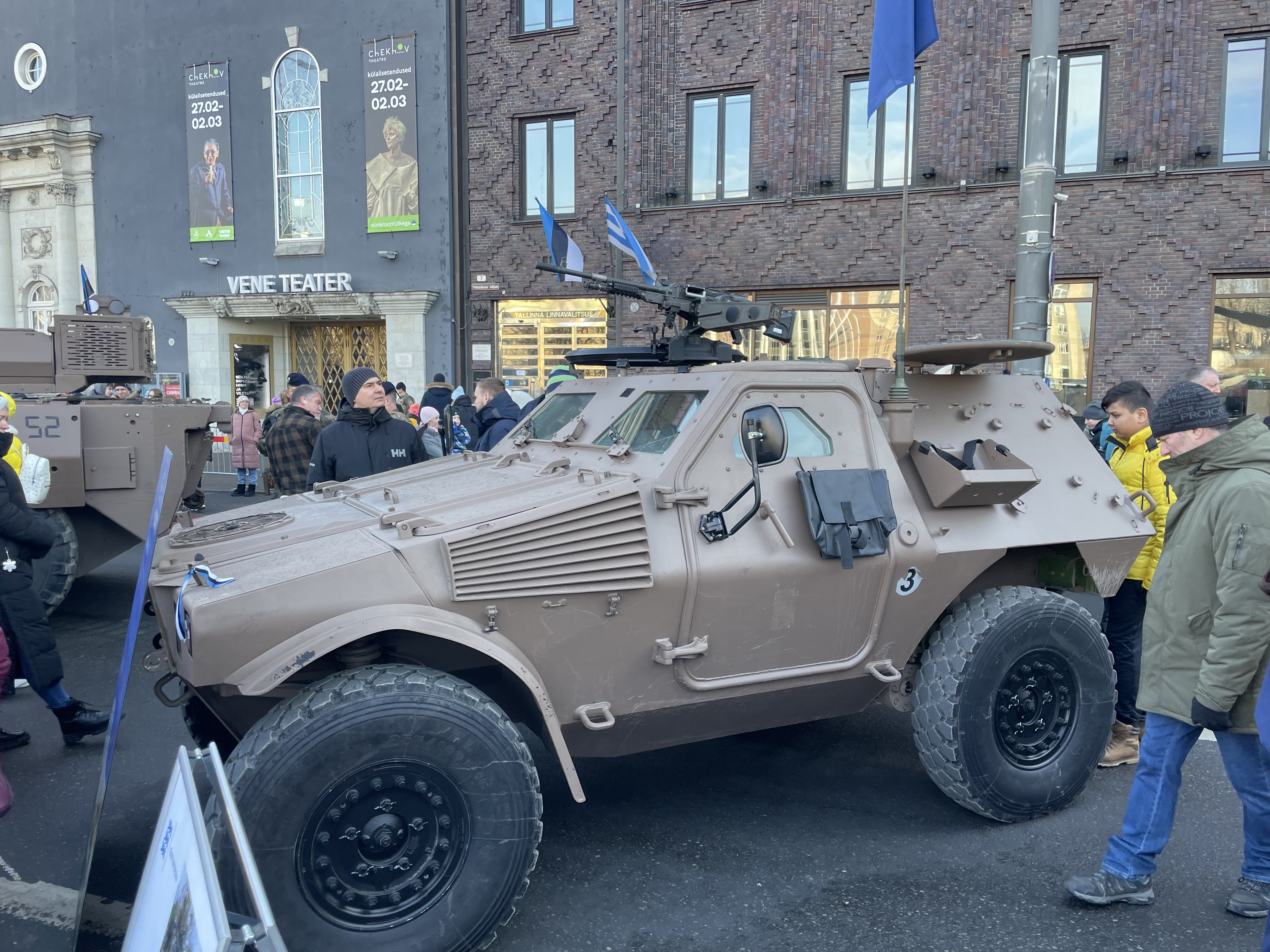
Французский бронеавтомобиль «Véhicule Blindé Léger» на выставке военной техники на бульваре Каарли в Таллине, 2025 год
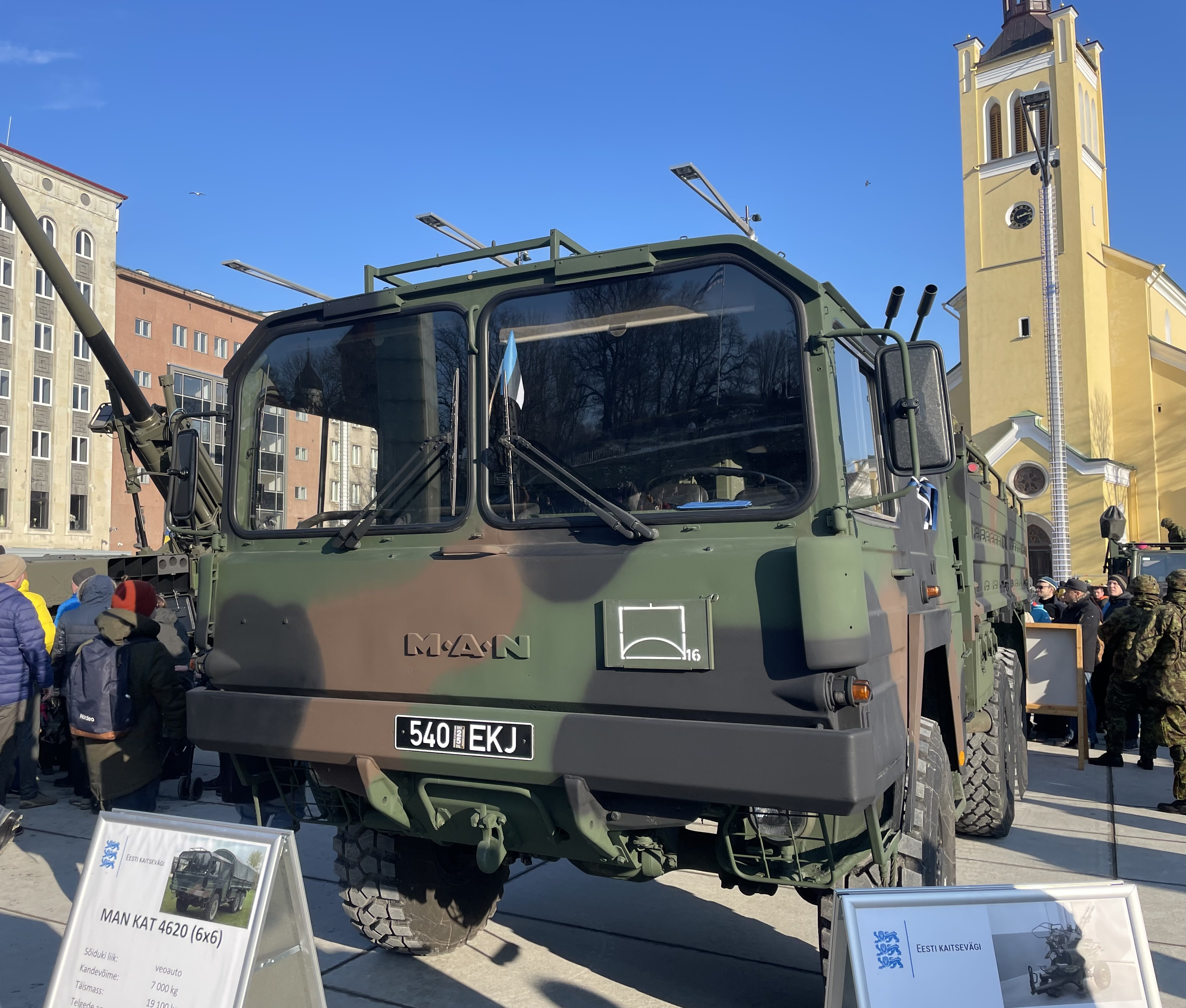
Грузовой автомобиль «MAN GL» ВС Эстонии на выставке военной техники на площади Вабадузе в Таллине, 2025 год
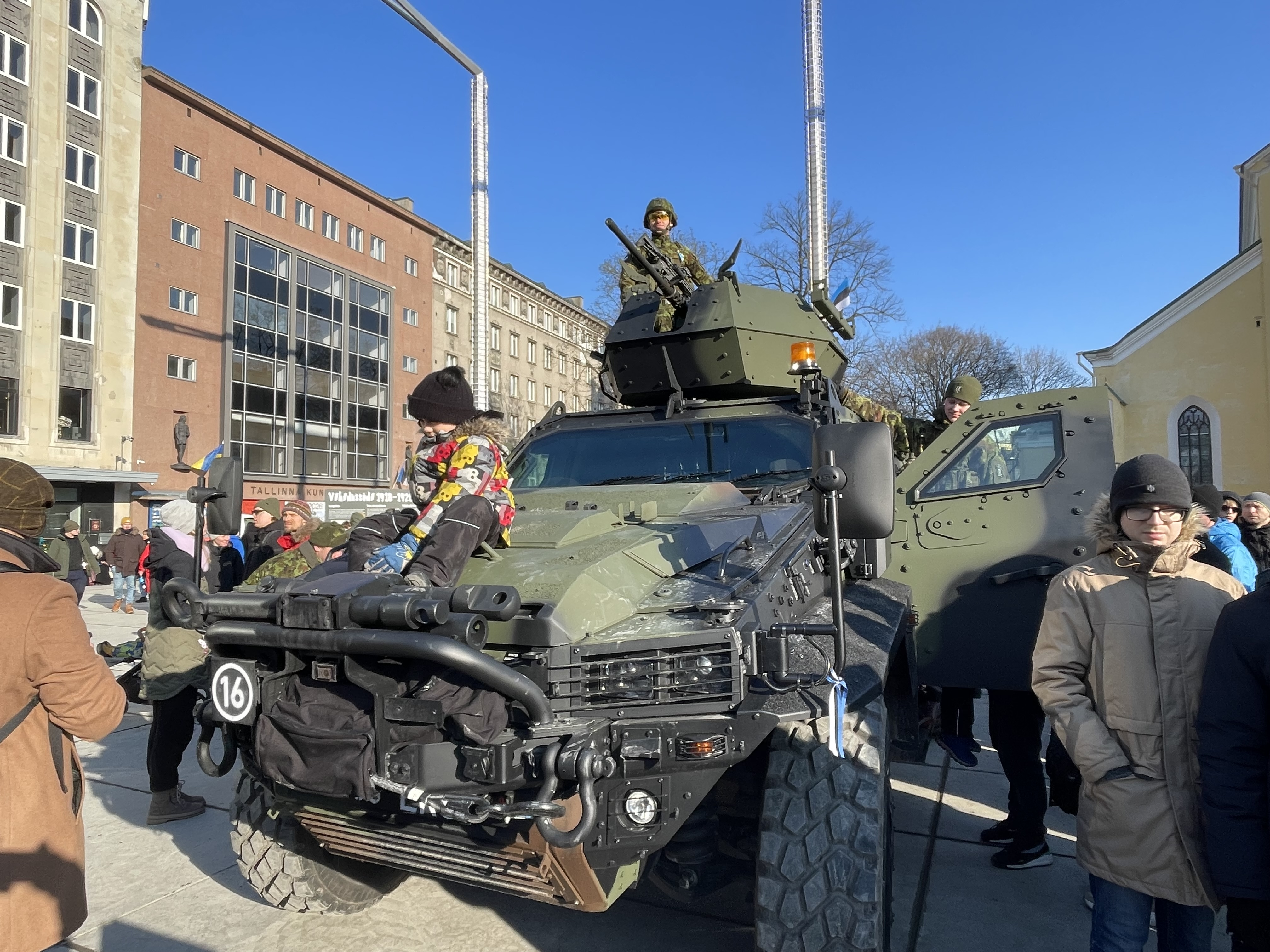
Бронетраспортёр «NMS 4x4» ВС Эстонии на выставке военной техники на площади Вабадузе в Таллине, 2025 год